# Gunung Malintang
Gunung Malintang is een bestuurslaag in het regentschap Padang Lawas van de provincie Noord-Sumatra, Indonesië. Gunung Malintang telt 267 inwoners (volkstelling 2010).